# Plateros bispiculatus
Plateros bispiculatus är en skalbaggsart som beskrevs av Green 1953. Plateros bispiculatus ingår i släktet Plateros och familjen rödvingebaggar. Inga underarter finns listade i Catalogue of Life.